# Listă cu organizații și asociații care brevetează scafandrii sportivi
- AAI Aquanaut Academy International Arhivat în 10 decembrie 2007, la Wayback Machine.
- ACUC American and Canadian Underwater Certifications Arhivat în 9 iunie 2008, la Wayback Machine.
- AED Associated European Divers
- ANDI American Nitrox Divers International
- ANMP Association nationale (Française) des moniteurs de plongée
- ATEC Association of Technical and Recreational Scuba Diving Instructors AG
- AUSI Associated Underwater Scuba Instructors
- BSAC British Sub Aqua Club
- CEDIP European Committee of Professional Diving Instructors
- CMAS Confédération Mondiale des Activités Subaquatiques
- FIAS Federazione Italiana Attività Subacquee
- FFESSM Fédération Française d'Etudes et de Sports Sous-Marins
- GUE Global Underwater Explorers
- HSA Handicap Scuba Association
- IADS International Association of Diving Schools
- IAHD International Association for Handicapped Divers
- IANTD International Association of Nitrox and Technical Divers
- IDEA International Diving Educators Association
- KPDR (КПДР) Russian Confederation of Underwater Activities
- Los Angeles County Underwater Instructor Association
- NACD National Association for Cave Diving
- NAUI National Association of Underwater Instructors
- NOB Nederlandse Onderwatersport Bond
- PDIC Professional Diving Instructors Corporation International
- PADI Padi.com Professional Association of Diving Instructors
- PDA Professional Diving Association
- SAA The Sub-Aqua Association
- SEI Scuba Educators International
- SRS Sea Research Society
- SSAC The Scottish Sub Aqua Club
- SSI Scuba Schools International
- TDI Technical Diving International
- UEF Underwater Explorers' Federation
- UDT Universal Diver Training Arhivat în 18 septembrie 2008, la Wayback Machine.
- WOSD World Organisation of Scuba Diving
- YMCA YMCA SCUBA

## Alteorganizațiișiasociațiidescufundare sportivă
- AISI- Association of Italian Diving Enterprises
- AAUS American Academy of Underwater Sciences Arhivat în 15 decembrie 2006, la Wayback Machine.
- ADA Active Divers Association
- ARSBC Reef Society of British Columbia[nefuncțională]
- BFDC Carolina SCUBA/Wreck Diving[nefuncțională]
- CASA Aquanauts Scuba Association[nefuncțională]
- DAN Divers Alert Network
- DDRC Diving Diseases Research Centre
- ERDI Emergency Response Diving International
- EUF European Underwater Federation
- GLACD Los Angeles Council of Divers[nefuncțională]
- GODIVECYPRUS Cyprus Diver Training Arhivat în 28 august 2008, la Wayback Machine.
- GVI Global Vision International
- HSA International HSA International
- IADRS International Association of Dive Rescue Specialists Arhivat în 8 septembrie 2008, la Wayback Machine.
- IDF Israeli Diving Federation
- MPDSA Malta Professional Diving Schools Association Arhivat în 4 octombrie 2008, la Wayback Machine.
- NABSD National Association of Black Scuba Divers
- NAS Nautical Archaeology Society
- NYSDA New York State Diver's Association
- RDA Recreational Divers Association Arhivat în 11 octombrie 2008, la Wayback Machine.
- RSTC Recriational Scuba Training Council
- SRS Sea Research Society
- UKSDMC UK Sports Diving Medical Council Arhivat în 10 septembrie 2008, la Wayback Machine.
- USDDA United States Dental Diving Association